# Francisco Martínez Motiño
Francisco Martínez Montiño, también transcrito como Motiño, fue un cocinero y escritor español del Siglo de Oro. Según Nicolás Antonio, fue jefe de las cocinas de Felipe II, y mantuvo el cargo hasta el reinado de Felipe IV, presentando aún en 1620 un memorial ante el rey en el que señalaba que llevaba sirviendo a la Casa Real 34 años, aunque de su biografía se conocen pocos detalles. Fue autor de Arte de cocina, pastelería, bizcochería y conservería, (Madrid: Luis Sánchez, 1611), que es uno de los compendios más notables sobre gastronomía escritos en lengua española, habiendo sido reimpreso varias veces en los siglos XVII y XVIII.
Se recogen unas quinientas recetas, e información sobre preparación de banquetes, conservas y dulces, comida para enfermos, modos de cocción, usos higiénicos en la cocina, etcétera. Forma parte del Catálogo de Autoridades de la Real Academia Española. En 1857, el escritor Manuel Fernández y González tomó el personaje histórico de Martínez Montiño como protagonista de su novela histórica El Cocinero de Su Majestad: memorias del tiempo de Felipe III.

## Ediciones
- Martínez Montiño, Francisco, Arte de cocina, pastelería, bizcochería y conservería, Barcelona: Tusquets, 1982. 6 h., 465 páginas, 7 h. Es edición facsímil de la de Barcelona, Juan Francisco Piferrer, ca. 1807. ISBN 84-7223-425-8.
- Martínez Montiño, Francisco, Arte de cocina, pastelería, bizcochería y conservería, Valencia: Librerías París Valencia, 1997. 486 páginas. Es edición facsímil de la de Barcelona, María Ángela Martí viuda, 1763. ISBN 84-89725-47-0.
- Martínez Montiño, Francisco, Arte de cocina, pastelería, bizcochería y conservería, Valladolid: Maxtor, 2006. XII+510+16 páginas. Es edición facsímil de la de Barcelona, María Ángela Martí viuda, 1763. ISBN 84-9761-300-7.
- Martínez Montiño, Francisco, Arte de cocina, pastelería, bizcochería y conservería, Sevilla: Extramuros, 2009. 494 páginas. Es edición facsímil de la de Madrid, Pantaleón Aznar, 1778. ISBN 978-84-9862-339-0.